# ساختمان بانک ایران–انگلیس
ساختمان بانک ایران و انگلیس مربوط به اواخر دوره قاجار است که درشهرستان زابل، ۱۵۰ متری شمال شرق میدان شهرداری واقع شده‌است. این اثر در تاریخ ۱۵ شهریور ۱۳۸۳ با شمارهٔ ثبت ۱۱۱۹۱ به‌عنوان یکی از آثار ملی ایران به ثبت رسیده‌است.
بانک ایران و انگلیس با مشارکت سهامداران ایرانی وانگلیسی در سال ۱۲۶۸شمسی با سرمایه اولیهٔ ۳۰ میلیون ریال تأسیس شد. دفتر مرکزی آن در تهران قرار داشت.
این بانک پس از انقلاب سال ۱۳۵۷ ایران و قانون ملی شدن بانک‌ها با بانک تجارت ادغام شد.

## ویژگی‌ها
بانک ایران وانگلیس یکی از بانکهایی بود که مسیر را برای ورود اسکناس به ایران هموار کرد.